# Victor Argo
Victor Argo (Nueva York, 5 de noviembre de 1934-Nueva York, 7 de abril de 2004) fue un actor de teatro, cine y televisión estadounidense conocido principalmente por su trabajo en la gran pantalla a las órdenes de directores como Martin Scorsese, Abel Ferrara y Jim Jarmusch, entre otros. Murió a consecuencia de un cáncer de pulmón.

## Biografía
Nacido como Víctor Jiménez, Argo es hijo de padres puertorriqueños y hermano de Emma y Louise Jiménez. De joven trabajó como empleado de joyería, impresor y taxista, mientras intentaba hacerse un sitio en la escena teatral, donde empezó su carrera. A mediados de la década de 1960 decidió usar el nombre artístico de Victor Argo, puesto que a menudo se encontraba discriminado por su nombre real a la hora de obtener un papel; a partir de aquel momento le llegaron las primeras oportunidades, en pequeñas producciones teatrales.
Durante aquella época conoció a Yoko Ono, con quien participó en el movimiento happening, y a Harvey Keitel, a quien le unió una amistad de casi cuarenta años. En 1972 daría el salto al cine, interpretando al "segundo cubano" en la película Dealing: Or the Berkeley-to-Boston 40-Brick Lost-Bag Blues, y en 1977 Argo va a cofundar la compañía teatral Shakespeare Company Riverside en el Upper West Side de Nueva York, con los que iba por los parques de Manhattan interpretando a lord Montague.
Su trabajo fue especialmente apreciado por directores como Martin Scorsese y Woody Allen, aunque también participó en varias series de televisión: The Rockford Files, Wonder Woman, Buck Rogers, Spenser: For Hire, Law & Order y Miami Vice. Al final de su vida había trabajado en un total de 75 películas y 21 series.

## Filmografía
| - 1972: Boxcar Bertha - 1973: Mean Streets - 1975: The Terminal Man - 1976: Taxi Driver - 1977: Which Way Is Up? - 1977: Hot Tomorrows - 1979: The Rose - 1982: Hanky Panky - 1984: Falling in Love - 1985: Buscando a Susan desesperadamente - 1985: After Hours - 1986: Conexión en Florida - 1986: Off Beat - 1986: Raw Deal - 1987: The Pick-up Artist - 1988: The Last Temptation of Christ - 1989: La seva coartada (Her Alibi) - 1989: New York Stories - 1989: Crimes and Misdemeanors - 1990: Amb la poli als talons (Quick Change) - 1990: King of New York - 1991: McBain - 1992: Shadows and Fog - 1992: Bad Lieutenant - 1993: True Romance | - 1993: Household Saints - 1993: Dangerous Game - 1994: Monkey Trouble - 1994: Somebody to Love - 1995: Smoke - 1995: Blue in the Face - 1996: The Funeral - 1998: Next Stop Wonderland - 1998: Lulu on the Bridge - 1998: New Rose Hotel - 1999: On the Run - 1999: Coming Soon - 1999: Ghost Dog: The Way of the Samurai - 2000: The Yards - 2000: Fast Food Fast Women - 2000: Coyote Ugly - 2001: Doble contratiempo - 2001: R Xmas - 2001: Mirada de ángel - 2001: Queenie in Love - 2001: The Man Who Knew Belle Starr - 2001: Don't Say a Word - 2004: Personal Sergeant - 2005: Lustre |